# Гвардавале (Катанцаро)
Гвардавале (итал. Guardavalle) је насеље у Италији у округу Катанцаро, региону Калабрија.
Према процени из 2011. у насељу је живело 1971 становника. Насеље се налази на надморској висини од 213 м.

## Становништво
| 1931. | 1936. | 1951. | 1961. | 1971. | 1981. | 1991. | 2001. | 2011. |
| ----- | ----- | ----- | ----- | ----- | ----- | ----- | ----- | ----- |
| 5.317 | 5.681 | 6.872 | 6.569 | 5.893 | 5.712 | 5.613 | 5.315 | 4.752 |